# Pañña
Pañña (Pali; Sanskriet Prajna) voor wijsheid of inzicht. Het is een van de paramita's binnen het theravada-boeddhisme.

## Betekenis
Pañña is een onderdeel van het achtvoudige pad. Het omvat zowel juist inzicht als juiste bedoelingen. Juist inzicht wil zeggen inzicht in de drie karakteristieken: dukkha, anatta, anicca, oftewel onbevredigendheid, het ontbreken van een onveranderlijke essentie, en de onbestendigheid van alles dat bestaat. Dit inzicht vormt een aanzet tot het volgen van de boeddhistische weg en te ontsnappen aan het "rad van wedergeboorte", de cyclus van reïncarnaties.
In het Mahayana-boeddhisme neemt prajna een centrale positie in, naast karuna, mededogen. De nadruk ligt op sunyata, de leegte of essentieloosheid van alles dat bestaat. Deze nadruk manifesteert zich in de prajna-paramita soetras, zoals de hartsoetra en de diamantsoetra. De filosofische uitwerking hiervan wordt gegeven door Nagarjuna in zijn madhyamaka-filosofie. Het Chinese boeddhisme benadrukt daarnaast prajna als inzicht in de Boeddha-natuur, de verlichte geest die in elk levend wezen aanwezig is.

## Drie stadia van wijsheid
S.N. Goenka onderscheidt drie stadia van pañña:
1. Suta-mayã pañña - ontvangen wijsheid. Dit is wijsheid die men verkrijgt via anderen, door onderricht over dukkha, anatta en anicca.
2. Cintã-mayã pañña - wijsheid door eigen reflectie. Dit is wijsheid die men verkrijgt door het zelf onderzoeken, overdenken en ervaren of de leerstellingen over dukkha, anatta en anicca kloppen.
3. Bhãvanã-mayã pañña - wijsheid vanuit vipassana-meditatie. Het is het direct ervaren van de werkelijkheid van dukkha, anatta en anicca door het beoefenen van aandachtsmeditatie.

## Verder lezen
- Harvey, Peter (1995), An introduction to Buddhism. Teachings, history and practices. Cambridge: Cambridge University Press
- Schumann, Hans Wolfgang (1997), Boeddhisme. Stichter, scholen en systemen. Rotterdam: Asoka